# فرانتس گورتنر
فرانتس گورتنر (به آلمانی: Franz Gürtner) (زاده ۲۶ اگوست ۱۸۸۱ – درگذشته ۲۹ ژانویه ۱۹۴۱) یک وکیل و از ۳۰ ژانویه ۱۹۳۳ تا ۲۹ ژانویه ۱۹۴۱ وزیر دادگستری آلمان نازی بود.

## زندگی‌نامه
گورتنر فرزند یک مهندس لوکوموتیو به نام مهندس گورتنر و ماری گورتنر بود. در دانشگاه لودویگ ماکسیمیلیان مونیخ حقوق خواند. در جنگ جهانی اول در ارتش خدمت کرد و موفق به دریافت نشان‌هایی مانند صلیب آهنین درجه دو و یک شد. پس از جنگ و در سال ۱۹۲۲ وزیر دادگستری ایالت بایرن شد و تا سال ۱۹۳۲ که فرانتس فن پاپن به او پیشنهاد وزارت دادگستری رایش را داد، در این سمت باقی ماند.
وی به گفتهٔ اطرافیانش در آن سال‌ها به احزاب و گروه‌های راست افراطی گرایش پیدا کرده بود. وی مقدمات خروج هیتلر از زندان لاندسبرگ پس از کودتای مونیخ را فراهم کرد، ممنوعیت حزب نازی را به حالت تعلیق درآورد و به هیتلر اجازه داد تا دوباره در عموم صحبت کند.
وی در ۱ ژوئن ۱۹۳۲ وزیر دادگستری آلمان شد و پس از دست‌یابی نازی‌ها به قدرت در سال ۱۹۳۳، هیتلر وی را در سمت خود ابقا کرد. گورتنر در دوران وزارت خود تلاش کرد تا قوه قضائیه آلمان نازی را مستقل کند؛ امّا تا پایان سال ۱۹۳۵ به این نتیجه رسید که این کار امکان‌پذیر نیست و قدرت گروه‌هایی هم‌چون اس‌اس و گشتاپو بیش از آن است که وزارت دادگستری بتواند بر اعمال آن‌ها نظارت کند. با شروع جنگ جهانی دوم دستگاه قضایی آلمان ضعیف‌تر و قدرت اس‌اس و گشتاپو بیشتر شد.
در هفته‌های اوّل پس از شب دشنه‌های بلند که با پاکسازی و کشتار بسیاری از مخالفان هیتلر همراه بود، گورتنر قانونی را نوشت که به نوعی یک روکش قانونی بر روی موضوع پاکسازی می‌کشید و آن را توجیه می‌کرد. این قانون توسط هیتلر و ویلهلم فریک وزیر کشور به امضا رسید. همچنین گورتنر قوانین بسیاری را وضع کرد تا به کمک آن بتوان برنامه راه حل نهایی و عملیات تی۴ را به‌طور قانونی به اجرا درآورد. یک قاضی به نام لوتهار کریسینگ به گورتنر یادآوری کرد که عملیات تی۴ غیرقانونی است ولی گورتنر وی را از سمتش اخراج کرد و به او گفت: «اگر تو اراده پیشوا را به عنوان منبع قانونی نمی‌دانی، پس تو نمی‌توانی یک قاضی باقی بمانی.»
وی در نهایت در ۲۹ ژانویه ۱۹۴۱ در برلین درگذشت.